# Ski-alpinisme aux Jeux olympiques
La première apparition du Ski-alpinisme aux Jeux olympiques aura lieu en 2026 aux Jeux de Milan - Cortina 2026. C’est à Lausanne que ce sport fut présenté au public olympique lors des Jeux olympiques de la jeunesse d'hiver de 2020.
Le ski-alpinisme est gouverné par la Fédération internationale de ski-alpinisme (ISMF) et non la Fédération internationale de ski (FIS) qui gère le ski alpin.

## Histoire
En juillet 2017, le CIO a annoncé que le ski-alpinisme deviendrait le huitième sport au programme des JOJ d’hiver de Lausanne 2020, s’ajoutant ainsi aux sept autres sports olympiques d’hiver,.
En juillet 2021, le CIO propose lors de sa 138e session d'inclure le ski-alpinisme en tant que sport additionnel : la nouvelle discipline comptera cinq épreuves (sprints femmes et hommes, courses individuelles femmes et hommes, et relais mixte).
En 2022, le CIO décide de ne retenir que les épreuves de sprints et relais mixte.